# Чарити, Адуле
Чарити Огбеньялу Адуле (англ. Charity Ogbenyealu Adule; род. 7 ноября 1993 года) — нигерийская футболистка, нападающая сборной Нигерии по футболу и испанского клуба «Эйбар».

## Клубная карьера
Адуле начала карьеру в клубе «Риверс Энджелс» и дебютировала в возрасте 14 лет в Женском Челлендж Кубке. Весной 2011 года Чарити перешла в «Байельса Куинз» из Йенагоа. После двух сезонов в том клубе Адуле заключила контракт с БИИК-Казыгурт. В новом клубе Чарити дебютировала в полуфинале Кубка Казахстана.

## Карьера в сборной
Адуле участвовала в молодёжных чемпионатах мира 2010 (завоевала с командой «серебро») и 2012 годов. С 2013 года Чарити играет в сборной Нигерии.

## Личная жизнь
Адуле окончила Университет штата Дельта.